# ایپریل فلورس
ایپریل فلورس ((به انگلیسی: April Flores)؛ زادهٔ ۳۰ آوریل ۱۹۷۶ در شهر لس آنجلس، کالیفرنیا) نام هنری یک بازیگر پورنوگرافی، نویسنده و مدل سایز بزرگ؛ اهل ایالات متحده آمریکا است.